# Osmia shaanxiensis
Osmia shaanxiensis là một loài Hymenoptera trong họ Megachilidae. Loài này được Wu mô tả khoa học năm 2004.